# Trachinus pellegrini
Espèce
Statut de conservation UICN

 LC  : Préoccupation mineure
Trachinus pellegrini, la vive du Cap-Vert, est un poisson de la famille des Trachinidae . Répandu dans l'Atlantique est le long des côtes du Sénégal jusqu'au Nigéria, y compris les îles Canaries et le Cap-Vert, et également signalé en Mauritanie, c'est un poisson démersal tropical marin, atteignant 20 cm de longueur. L'espèce a été nommée et décrite par Jean Cadenat (en) en 1937 et le nom spécifique rend hommage à l'ichtyologue français Jacques Pellegrin (1873–1944), qui a travaillé au Muséum National d'Histoire Naturelle de Paris.

## Répartition
Ce taxon se rencontre dans les pays suivants : Bénin, Cameroun, Cap-Vert, Côte d'Ivoire, Espagne, Gabon, Gambie, Ghana, Guinée équatoriale, Guinée-Bissau, Guinée, Liberia, Maroc, Mauritanie, Nigeria, Portugal, République arabe sahraouie démocratique, République du Congo, Sierra Leone, Sénégal, Togo.

## Publication originale
- [Cadenat 1937] Cadenat, J., « Recherches systématiques sur les poissons littoraux de la côte occidentale d'Afrique. Liste des poissons littoraux récoltés par le navire "Président Théodore-Tissier" au cours de sa cinquième croisière (1936) », Revue des Travaux de l'Institut des Pêches Maritimes, vol. 10, no 4(40),‎ 1937, p. 425–562 (lire en ligne, consulté le 20 juin 2018)